# Forgotten Silver
Forgotten Silver (Verweistitel: Kein Oscar für Mr. McKenzie) ist ein Mockumentary des Herr-der-Ringe-Regisseurs Peter Jackson aus dem Jahr 1995.

## Handlung
Erzählt wird mit Hilfe von Archivmaterial und Spielszenen die Biografie des neuseeländischen Filmemachers Colin McKenzie, der, so wird berichtet, bereits im Mai 1903, sieben Monate vor den Gebrüdern Wright, den ersten Flug eines Menschen auf Kamera festgehalten, und erste Erfahrungen mit dem Farbfilm gemacht hat. Auch soll McKenzie den ersten abendfüllenden Spielfilm der Geschichte gedreht haben. Später, so die These des Films, habe McKenzie in Neuseeland mit Salome noch vor Hollywood einen Blockbuster gedreht. Doch Kommunismus und Arbeitslosigkeit haben dazu geführt, dass McKenzie Salome aufgeben musste, und hoch verschuldet Neuseeland verlassen musste. Später sei er im Spanischen Bürgerkrieg als Kameramann an der Front gefallen.
Untermalt wird die Handlung des Films durch Interviews mit australisch/neuseeländischen Schauspielern, darunter Sam Neill, Filmproduzenten wie Harvey Weinstein und einer Reise von Peter Jackson zu den „Originaldrehorten“ von Salome.

## Hintergrund
Forgotten Silver ist insofern ein sehr außergewöhnlicher Film, da es sich um eine fiktive Dokumentation handelt – es hat Colin McKenzie nie gegeben. Die „Archivsequenzen“, mit denen Jackson Authentizität suggeriert, hatten sowohl er als auch sein Partner Costa Botes mit Thomas Robins in der Hauptrolle gefilmt, und danach am Computer dem Look des frühen 20. Jahrhunderts angeglichen.
Selbst die angeblichen Drehorte im Dschungel Neuseelands wurden erst für Forgotten Silver angelegt. Darum hat es einen NZ-Film namens Salome auch nie gegeben.
Daher rief der Film unter Historikern und Filmexperten gleichermaßen heftige Kontroversen hervor. Erst als der Film angelaufen war und die Kritiken nicht verstummten, verkündete Jackson, dass es ein fiktiver Film sei.
Einige Schauspieler verpflichtete Jackson für die Herr-der-Ringe-Trilogie erneut, darunter Thomas Robins, Peter Corrigan und Sarah McLeod. Richard Taylor war zu diesem Zeitpunkt bereits Chef von Weta Workshop.

## Filmkritik
- Ein „übermütiges Spiel mit der Manipulierbarkeit filmischer ‚Wahrheit‘“ sah das Lexikon des internationalen Films. Leider fehle der eigene Erzählfluß, der Film stelle nur eine Aneinanderreihung angeblicher filmgeschichtlicher Großtaten dar. Mangelnder Elan der Drehbuchautoren lasse den Film schon nach 53 Minuten enden, aber da sei der „Wissensdurst in Sachen Colin McKenzie … bereits nachhaltig gestillt.“[1]
- Bei Rotten Tomatoes erreichte der Film die Höchstwertung 100 %.[2]